# فرودگاه اتی
فرودگاه اتی (به انگلیسی: Ati Airport) یک فرودگاه همگانی با کد یاتا ATV است . این فرودگاه در کشور چاد قرار دارد .